# Dolmen dels Tres Peus

Dolmen dels Tres Peus

Der Dolmen dels Tres Peus (auch Dolmen Gran dels Tres Peus oder Dolmen Pedra dels Tres Peus genannt) ist eine Megalithanlage des Typs Katalanische Galerie in den Les-Gavarres-Hügeln in der Nähe von Fonteta und Fitor bei Forallac in der Baix Empordà in Katalonien in Spanien. Der Dolmen ist nicht zu verwechseln mit den Dolmen Tres Peus 1–3 bei Llofriu.
Der nicht ausgegrabene Dolmen ist eine trapezoide, endneolithische (2500 bis 1800 v. Chr.) Anlage. Er wurde 1881 von Vicenç Piera i Tossetti entdeckt, und Miquel Torroella y Plaja (1858–1936) berichtete 1917 über die Existenz eines „prähistorischen Dolmens“ in Fitor. 
Die Kammer ist etwa 2,4 m lang, 1,4 m breit und 1,2 m hoch. Der Dolmen besteht aus sechs Tragsteinen aus Schiefer und dem übergroßen in situ hinten weit überstehenden Deckstein. Im Süden sind die Reste denkbarer Gangplatten erkennbar. Die beiden Platten, die dem Korridor am nächsten sind, neigen sich aufgrund von Raubgrabungen zum Innenraum hin.
Der runde Tumulus ist im Osten und Süden mit liegenden Blöcken erkennbar. 
In der Nähe steht der Menhir von Fitor.